# Гаухар
Гаухар-батыр (каз. Гауһар батыр, Гауһар Токтаулқызы) — девушка-батыр, жившая в XVIII веке на территории современного Казахстана.

## Биография
Жена Каракерей Кабанбая, сестра батыра Малайсары.
Вместе с мужем участвовала в нескольких сражениях. Из рода Басентиин племени Аргын. Настоящее имя — Майсара.
Своим героизмом известна в народе также её дочь Назым кыз. Она участвовала во всех крупных сражениях. Впоследствии, став матерью, отправила на войну свою старшую дочь Назым. В казахском фольклоре сохранились слова Гаухар-батыр: «Атадан ұл болып тума, ер болып ту» (Родись не сыном своего отца, а родись настоящим мужчиной).